# Světový pohár ve vodním slalomu 2018
Světový pohár ve vodním slalomu 2018 je série pěti závodů, která se konala v období od června do září 2018. První závod se konal v Liptovském Mikuláši, finále proběhlo ve Španělském La Seu d'Urgell.
Na kongresu ICF v Tokiu konaném v březnu 2018 bylo rozhodnuto o vyřazení kategorie C2 z programu Světového poháru. Byla nahrazena kategorií C2 mix.

## Kalendář
| Závod                   | Místo konání      | Datum                    | Odkaz |
| ----------------------- | ----------------- | ------------------------ | ----- |
| Světový pohár 1         | Liptovský Mikuláš | 22.-24. června           | [ 1 ] |
| Světový pohár 2         | Krakov            | 29. června - 1. července | [ 4 ] |
| Světový pohár 3         | Augsburg          | 6.-8. července           | [ 5 ] |
| Světový pohár 4         | Tacen             | 31. srpna - 2. září      | [ 6 ] |
| Finále světového poháru | La Seu d'Urgell   | 7.-9. září               | [ 2 ] |

## Výsledky závodů

### Světový pohár 1[7]
| Pořadí | Jméno                    | Čas (Odstup)  | Pen. | Body SP  |
| ------ | ------------------------ | ------------- | ---- | -------- |
| 1.     | Sebastian Schubert (GER) | 92,06 (-0,71) | 0    | +60 (60) |
| 2.     | Dariusz Popiela (POL)    | 92,77 (+0,71) | 2    | +55 (55) |
| 3.     | Joseph Clarke (GBR)      | 93,01 (+0,95) | 0    | +50 (50) |

| Pořadí | Jméno                      | Čas (Odstup)  | Pen. | Body SP  |
| ------ | -------------------------- | ------------- | ---- | -------- |
| 1.     | Sideris Tasiadis (GER)     | 96,11 (-0,55) | 0    | +60 (60) |
| 2.     | Alexander Slafkovsky (SVK) | 96,66 (+0,55) | 0    | +55 (55) |
| 3.     | Ryan Westley (GBR)         | 97,31 (+1,20) | 2    | +50 (50) |

| Pořadí | Jméno                     | Čas (Odstup)   | Pen. | Body SP  |
| ------ | ------------------------- | -------------- | ---- | -------- |
| 1.     | Jessica Foxová (AUS)      | 106,34 (-7,62) | 0    | +60 (60) |
| 2.     | Tereza Fišerová (CZE)     | 113,96 (+7,62) | 0    | +55 (55) |
| 3.     | Mallory Franklinová (GBR) | 115,10 (+8,76) | 4    | +50 (50) |

| Pořadí | Jméno                                     | Čas (Odstup)    | Pen. | Body SP  |
| ------ | ----------------------------------------- | --------------- | ---- | -------- |
| 1.     | Soňa Stanovská (SVK) Ján Bátik (SVK)      | 116,48 (-2,49)  | 0    | +60 (60) |
| 2.     | Tereza Fišerová (CZE) Jakub Jáně (CZE)    | 118,97 (+2,49)  | 4    | +55 (55) |
| 3.     | Yves Prigentová (FRA) Margaux Henry (FRA) | 128,26 (+11,78) | 4    | +50 (50) |

| Pořadí | Jméno                   | Čas (Odstup)   | Pen. | Body SP  |
| ------ | ----------------------- | -------------- | ---- | -------- |
| 1.     | Jessica Foxová (AUS)    | 101,20 (-1,58) | 0    | +60 (60) |
| 2.     | Corinna Kunhleová (AUT) | 102,78 (+1,58) | 2    | +55 (55) |
| 3.     | Ricarda Funková (GER)   | 103,65 (+2,45) | 0    | +50 (50) |

### Světový pohár 2
| Pořadí | Jméno                      | Čas (Odstup)  | Pen. | Body SP   |
| ------ | -------------------------- | ------------- | ---- | --------- |
| 1.     | David Florence (GBR)       | 83,86 (-0,27) | 0    | +60 (91)  |
| 2.     | Alexander Slafkovsky (SVK) | 84,13 (+0,27) | 0    | +55 (110) |
| 3.     | Michal Jáně (CZE)          | 84,42 (+0,56) | 0    | +50 (71)  |

| Pořadí | Jméno                    | Čas (Odstup)   | Pen. | Body SP   |
| ------ | ------------------------ | -------------- | ---- | --------- |
| 1.     | Jessica Foxová (AUS)     | 96,51 (-4,53)  | 4    | +60 (120) |
| 2.     | Núria Vilarrublová (ESP) | 101,04 (+4,53) | 0    | +55 (85)  |
| 3.     | Ana Sátilová (BRA)       | 101,73 (+5,22) | 2    | +50 (84)  |

| Pořadí | Jméno                                           | Čas (Odstup)   | Pen. | Body SP   |
| ------ | ----------------------------------------------- | -------------- | ---- | --------- |
| 1.     | Tereza Fišerová (CZE) Jakub Jáně (CZE)          | 105,92 (-8,00) | 0    | +60 (115) |
| 2.     | Soňa Stanovská (SVK) Ján Bátik (SVK)            | 113,92 (+8,00) | 2    | +55 (115) |
| 3.     | Aleksandra Stachová (POL) Marcin Pochvala (POL) | 114,59 (+8,67) | 0    | +50 (50)  |

| Pořadí | Jméno               | Čas (Odstup)  | Pen. | Body SP   |
| ------ | ------------------- | ------------- | ---- | --------- |
| 1.     | Joseph Clarke (GBR) | 76,93 (-1,31) | 0    | +60 (110) |
| 2.     | Peter Kauzer (SLO)  | 78,24 (+1,31) | 0    | +55 (65)  |
| 3.     | Jiří Prskavec (CZE) | 78,70 (+1,77) | 0    | +50 (94)  |

| Pořadí | Jméno                  | Čas (Odstup)  | Pen. | Body SP   |
| ------ | ---------------------- | ------------- | ---- | --------- |
| 1.     | Jessica Foxová (AUS)   | 91,51 (-0,89) | 0    | +60 (120) |
| 2.     | Lucie Bauduová (FRA)   | 92,40 (+0,89) | 0    | +55 (80)  |
| 3.     | Stefanie Hornová (ITA) | 92,43 (+0,92) | 0    | +50 (92)  |

### Světový pohár 3
| Pořadí | Jméno               | Čas (Odstup)  | Pen. | Body SP   |
| ------ | ------------------- | ------------- | ---- | --------- |
| 1.     | Peter Kauzer (SLO)  | 94,86 (-0,24) | 2    | +60 (125) |
| 2.     | Jiří Prskavec (CZE) | 95,10 (+0,24) | 2    | +55 (149) |
| 3.     | Hannes Aigner (GER) | 95,79 (+0,93) | 0    | +50 (84)  |

| Pořadí | Jméno                      | Čas (Odstup)   | Pen. | Body SP   |
| ------ | -------------------------- | -------------- | ---- | --------- |
| 1.     | Sideris Tasiadis (GER)     | 100,06 (-0,71) | 0    | +60 (144) |
| 2.     | Alexander Slafkovsky (SVK) | 100,77 (+0,77) | 0    | +55 (165) |
| 3.     | Luka Božič (SLO)           | 102,87 (+2,87) | 2    | +50 (128) |

| Pořadí | Jméno                     | Čas (Odstup)   | Pen. | Body SP   |
| ------ | ------------------------- | -------------- | ---- | --------- |
| 1.     | Jessica Foxová (AUS)      | 109,15 (-4,50) | 2    | +60 (180) |
| 2.     | Mallory Franklinová (GBR) | 115,65 (+4,50) | 0    | +55 (133) |
| 3.     | Ana Satilová (BRA)        | 115,79 (+4,64) | 2    | +50 (134) |

| Pořadí | Jméno                                          | Čas (Odstup)   | Pen. | Body SP   |
| ------ | ---------------------------------------------- | -------------- | ---- | --------- |
| 1.     | Jasmin Schornbergová (GER) Thomas Becker (GER) | 126,07 (-1,04) | 2    | +60 (60)  |
| 2.     | Tereza Fišerová (CZE) Jakub Jáně (CZE)         | 127,11 (+1,04) | 0    | +55 (170) |
| 3.     | Veronika Vojtová (CZE) Jan Mašek (CZE)         | 129,39 (+3,32) | 2    | +50 (128) |

| Pořadí | Jméno                     | Čas (Odstup)   | Pen. | Body SP   |
| ------ | ------------------------- | -------------- | ---- | --------- |
| 1.     | Jessica Foxová (AUS)      | 102,10 (-6,46) | 0    | +60 (180) |
| 2.     | Mallory Franklinová (GBR) | 108,56 (+6,46) | 0    | +55 (104) |
| 3.     | Eva Terceljová (SLO)      | 108,86 (+6,76) | 2    | +50 (120) |

## Pořadí světového poháru

### C1M
| Pořadí | Jméno                      | Body |
| ------ | -------------------------- | ---- |
| 1      | Alexander Slafkovský (SVK) | 165  |
| 2      | Sideris Tasiadis (GER)     | 144  |
| 3      | Ryan Westley (GBR)         | 134  |
| 4      | Luka Božič (SLO)           | 128  |
| 5      | David Florence (GBR)       | 119  |
| 6      | Matej Beňuš (SVK)          | 116  |
| 7      | Benjamin Savšek (SLO)      | 114  |
| 8      | Michal Martikan (SVK)      | 111  |
| 9      | Grzegorz Hedwig (POL)      | 97   |
| 10     | Lukáš Rohan (CZE)          | 96   |

### C1W
| Pořadí | Jméno                        | Body |
| ------ | ---------------------------- | ---- |
| 1      | Jessica Foxová (AUS)         | 180  |
| 2      | Ana Sátilová (BRA)           | 134  |
| 3      | Mallory Franklinová (GBR)    | 133  |
| 4      | Viktoria Wolffhardtová (AUT) | 130  |
| 5      | Kimberley Woodsová (GBR)     | 128  |
| 6      | Tereza Fišerová (CZE)        | 123  |
| 7      | Núria Vilarrublová (ESP)     | 115  |
| 8      | Lucie Bauduová (FRA)         | 108  |
| 9      | Noemie Foxová (AUS)          | 104  |
| 10     | Claire Jacquetová (FRA)      | 94   |

### C2X
| Pořadí | Jméno                                  | Body |
| ------ | -------------------------------------- | ---- |
| 1      | Tereza Fišerová/Jakub Jáně (CZE)       | 170  |
| 2      | Soňa Stanovská/Ján Bátik (SVK)         | 138  |
| 3      | Yves Prigent/Margaux Henry (FRA)       | 128  |
| 4      | Veronika Vojtová/Jan Mašek (CZE)       | 128  |
| 5      | Jana Matulková/Vojtěch Mrůzek (CZE)    | 105  |
| 6      | Guo Linlong/Xu Yongzhao (CHN)          | 105  |
| 7      | Chen Qingying/Xie Yuancong (CHN)       | 95   |
| 8      | David Schröder/Cindy Pöschel (GER)     | 78   |
| 9      | Aleksandra Stach/Marcin Pochwała (POL) | 77   |
| 10     | Chen Shi/Zhang Genyuan (CHN)           | 72   |

### K1M
| Pořadí | Jméno                       | Body |
| ------ | --------------------------- | ---- |
| 1      | Joe Clarke (GBR)            | 154  |
| 2      | Jiří Prskavec (CZE)         | 149  |
| 3      | Dariusz Popiela (POL)       | 131  |
| 4      | Peter Kauzer (SLO)          | 125  |
| 5      | Bradley Forbes-Cryans (GBR) | 115  |
| 6      | Sebastian Schubert (GER)    | 112  |
| 7      | Mathieu Biazizzo (FRA)      | 112  |
| 8      | Boris Neveu (FRA)           | 105  |
| 9      | Vít Přindiš (CZE)           | 102  |
| 10     | Felix Oschmautz (AUT)       | 101  |

### K1W
| Pořadí | Jméno                     | Body |
| ------ | ------------------------- | ---- |
| 1      | Jessica Fox (AUS)         | 120  |
| 2      | Ricarda Funk (GER)        | 94   |
| 3      | Stefanie Horn (ITA)       | 92   |
| 4      | Corinna Kuhnle (AUT)      | 91   |
| 5      | Lucie Baudu (FRA)         | 80   |
| 6      | Viktoria Wolffhardt (AUT) | 72   |
| 7      | Eva Terčelj (SLO)         | 70   |
| 8      | Klaudia Zwolińska (POL)   | 69   |
| 9      | Ana Sátila (BRA)          | 63   |
| 10     | Kimberley Woods (GBR)     | 62   |